# Tania Balachova

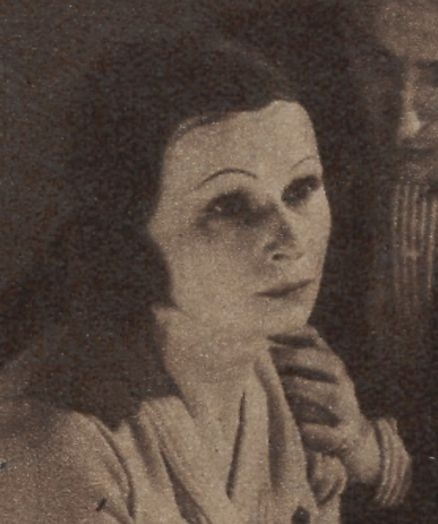
Tania Balachova, 1934

Tania Balachova (* 25. Februar 1902 in St. Petersburg; † 1973 in Bagnoles-de-l'Orne) war eine französische Schauspielerin, Theaterregisseurin und Theaterpädagogin.

## Leben und Wirken
Tania Balachova wurde in St. Petersburg am Vorabend der Russischen Revolution geboren. Ihr Vater Pavel Balachov war Journalist und wurde mehrfach von der Polizei inhaftiert. 1910 emigrierte die Familie nach Belgien. Tania Balachova studierte Schauspiel am Conservatoire royal de Bruxelles, wo sie 1925 für ihre Rolle in Die Brüder Karamasoff ihren ersten Theaterpreis erhielt. In Brüssel lernte sie Raymond Rouleau kennen, den sie 1924 heiratete. Der französische Bühnenautor und Dramaturg Steve Passeur sah das Paar in Brüssel auf der Bühne und empfahl es an Charles Dullin, der die beiden nach Paris holte.
Ihr Bühnendebüt hatte Tania Balachova 1928 am Théâtre Alfred Jarry in Brüssel, wo sie in Antonin Artauds Inszenierung von Strindbergs Drama Ein Traumspiel die weibliche Hauptrolle spielte. Die Schauspieler agierten auf einer fast leeren Bühne, in fantastischen Kostümen und ungewöhnlich geschminkt.
Wie Tania Balachova später berichtete, ermutigte Artaud die Akteure, die Möglichkeiten der Stimme auszureizen, neue Ausdrucksweisen und Bewegungen auszuprobieren, sich von alten Gewohnheiten und Routinen zu lösen, um eine „beispiellose Freiheit im Spiel“ zu erreichen. Die Premiere endete mit einem Theaterskandal.
Ihr Debüt in Paris hatte sie 1930 am Théâtre de l’Atelier in dem Stück Patchouli ou Les Désordres de l’amour von Armand Salacrou, inszeniert von Charles Dullin. Während der deutschen Okkupation spielte sie an diversen Pariser Theatern. Am 27. Mai 1944 hatte sie am Théâtre du Vieux-Colombier die Rolle der Ines in der Uraufführung von Sartres Geschlossene Gesellschaft, inszeniert von Raymond Rouleau mit Gaby Sylvia (Estelle), Michel Vitold (Garcin) und René-Jacques Chauffard (Garçon d’étage).
Bis in die späten 1960er Jahre stand sie vor der Filmkamera und unter vielen renommierten Theaterregisseuren an Pariser Theatern auf der Bühne. Sie spielte Rollen in griechischen und französischen Klassikern, aber vor allem in Uraufführungen und französischen Erstaufführungen von Autoren des Europäischen Gegenwartstheaters, führte Regie und bearbeitete Romane und Novellen für die Bühne. Eine ihrer letzten eigenen Inszenierungen war 1968 eine Bühnenfassung von Tschechows Novelle Die Lady Macbeth von Mzensk, in der sie die Rolle der Teresa spielte.

## Schauspielunterricht –Cours Balachova
Ab 1945 begann sie Schauspiel zu unterrichten, zunächst am Théâtre du Vieux-Colombier in Kooperation mit Michel Vitold, dann am Théâtre de l’épée de bois in Vincennes oder am Petit Odeon. Von 1945 bis 1973 hat eine ganze Generation französischer Schauspieler bei ihr Unterricht genommen. Zu ihren Schülern zählen u. a.:
Pierre Arditi, Niels Arestrup, Stéphane Audran, Josiane Balasko, Reine Bartève (* 1937), Loleh Bellon (1925–1999), François Berléand, Pascale de Boysson (1922–2002), Daniel Ceccaldi, Darry Cowl, Pierre Debauche (1930–2017), Marie-Christine Descouard, Raymond Devos, Douchka (1943–1997), Jean-Claude Dreyfus, Daniel Emilfork, Jacques Fabbri (1925–1997), Didier Flamand, Bernard Fresson, Maurice Garrel, Daniel Gélin, Claude Giraud, Roger Hanin, Robert Hossein, Sylvie Joly (1934–2015), Dominique Lavanant, Michael Lonsdale, Christian Marquand (1917–2000) Tatiana Moukhine (1922–2003), Véronique Nordey (1939–2017), Denise Péron (1925–1996), Catherine Sellers (1926–2014), Delphine Seyrig, Jean-Louis Trintignant, Anne Vernon, Antoine Vitez, Zouc.